# ハパックロイド
ハパックロイド（ドイツ語: Hapag-Lloyd）はドイツの海運会社・海上コンテナ運送会社。ハンブルクに本社を置く。

## 沿革
1970年9月1日、西ドイツの名門海運企業であったハンブルクのハンブルク・アメリカ・ライン（ハンブルク・アメリカ小包輸送株式会社、Hamburg-Amerikanische Packetfahrt-Actien-Gesellschaft, 略称ハパック、Hapag）とブレーメンのノルトドイッツァー・ロイド（Norddeutscher Lloyd）の合併によりハパックロイドが誕生した。いずれも19世紀半ばに発足し、第一次世界大戦前にはドイツとアメリカ合衆国はじめ世界各国を結ぶ航路に数々の豪華客船を運行させ名をはせたフラッグキャリアだったが、第一次大戦と第二次大戦で保有する船団が撃沈されたり敵国に没収されたりする大打撃を受けた。
第二次大戦後は西ドイツの「経済の奇跡」と呼ばれる復興で戦前以上の規模を有するようになったが、客船は旅客機に客を取られたため、活路を貨物輸送およびクルーズ業に見出した。さらに1960年代後半には世界の物流業界にコンテナ化革命の波が押し寄せ、ライバルだった両社は1968年、港湾のコンテナ化やコンテナ船建造にかかる巨額の投資を合同で行うためにコンテナ船海運会社を合同で設立し、それをきっかけに1970年の両社合併へと至った。

### ハパック
ハンブルク・アメリカ・ライン（ハパック）は1847年5月27日にハンブルクの名だたる商人が出資して誕生し、帆船でアメリカへの移民や貨物を輸送する会社として出発した。やがて蒸気船の船団をそろえ、カナダや南米にも路線を伸ばし、イギリスのキュナード・ライン、ブレーメンの北ドイツ・ロイド社やハンブルクの大西洋横断海運（イーグルライン）、ロッテルダムのホーランド・アメリカライン、アントワープのレッドスターラインなどとヨーロッパ・ニューヨーク間の路線で競争を繰り広げた。

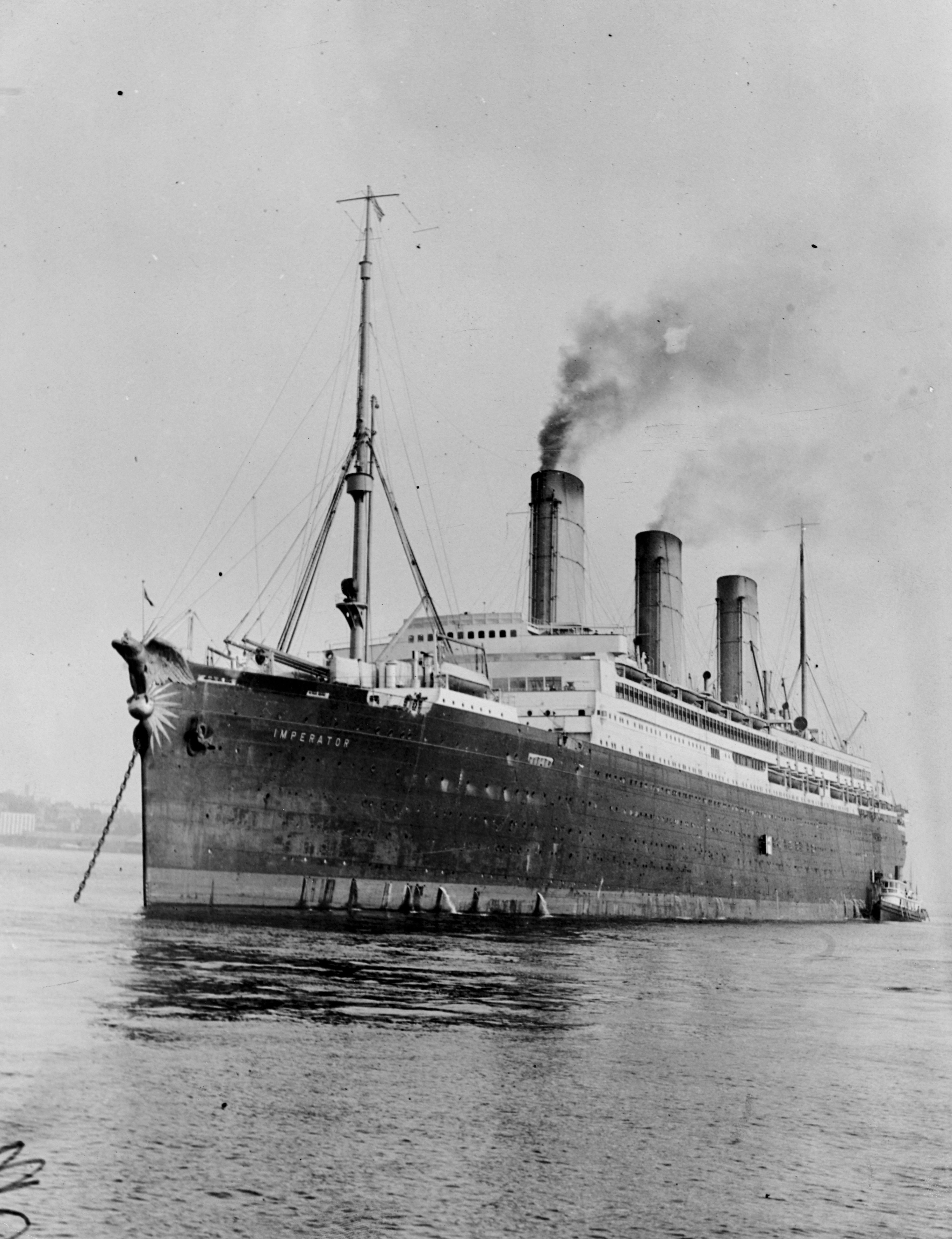
豪華客船「インペラトール」（Imperator）

特に1880年代後半からはドイツ系ユダヤ人の実業家アルベルト・バリーン（アルベルト・バリン）が重役に、後に社長に就任し、ドイツ皇帝ヴィルヘルム2世との関係を深め、アメリカ路線への超大型客船の投入や東アジア路線開設、地中海クルーズ市場の開拓などの攻撃的な経営を推し進めた。1901年、クーン・ローブが百万単位でハパックの株を購入、5年後にはM・M・ヴァールブルク&COがハパックの資金調達を担当する銀行借款団に参加した。マックス・ウォーバーグがバリーンを庇護し、バリーンはマックスを役員に加えた。
「ドイッチュラント」は国威発揚の意味から高速船として建造され大西洋最速横断の船に与えられるブルーリボン賞を奪取している。1912年からはインペラトール（Imperator）、ファーターラント（Vaterland）、ビスマルク（Bismarck）の5万総トン級客船3隻を相次いで建造した。しかし第一次世界大戦の結果、175隻あった船団の多くがアメリカに抑留または敵国に撃沈された。絶望したアルベルト・バリーンは第一次大戦終結の数日前、睡眠剤を飲んで自殺した。5万総トン級客船3隻は英米に戦時賠償として没収され、イギリスのホワイト・スター・ラインとキュナード・ラインの主力客船となった。
戦後は政府の支援で船舶の建造・買収などによって船団の再建を進め、ドイッチュラントなどアルベルト・バリーン級豪華客船4隻などを発注し、1923年には78隻まで船団の規模を回復し、さらに北ドイツ・ロイドとの合弁の航空会社「ドイッチェン・アエロ・ロイド」（現在のルフトハンザにつながる）の創設、同業他社の買収やアジア・アフリカ路線の開設も進めた。しかし大恐慌で苦境に陥り、第二次世界大戦ではまたしても船舶の他国での抑留や潜水艦・空襲による撃沈という打撃を受けた。
戦後H. J. メルク商会（現・バークレイズ）をメインバンクとし再び船団を回復したが、次第に旅客を航空会社に取られ、1960年代以降は貨物運送と豪華クルーズ船に専念するようになった。その後、コンテナ化に対応した投資を行うに当たり、以前から路線の共同運航などで手を組むことが多かった北ドイツ・ロイドとの合弁事業を行い、合併へと至るようになる。

### 北ドイツ・ロイド
北ドイツ・ロイドは1856年にブレーメン市の実業家らが設立し、ブレーメン・イギリス間の輸送から始め、ブレーマーハーフェンとニューヨークの間の蒸気船運航に進出しアメリカへの移民や貨物を運んだ。「ロイド」はイギリスのロイド船級協会に由来する名称で、当時は海運会社の代名詞でもあり、他にもオーストリア・ロイド社（現イタリア・マリッティマ）やオランダのネドロイド（現在はマースクに併合）などロイドを冠する海運会社は多くあった。さらに1880年代にはアジア路線なども開設し、ドイツのフラッグキャリアの一つとしてイギリスのキュナード・ライン、ハンブルクのハンブルク・アメリカ・ライン、ロッテルダムのホーランド・アメリカライン、アントワープのレッドスターラインなどと大西洋路線で激しく競争した。1913年には24万人の旅客を大西洋横断路線で運び、多数の移民をアメリカに送り出した。一方で1908年にはロイト社を設立し自動車製造に参入する。

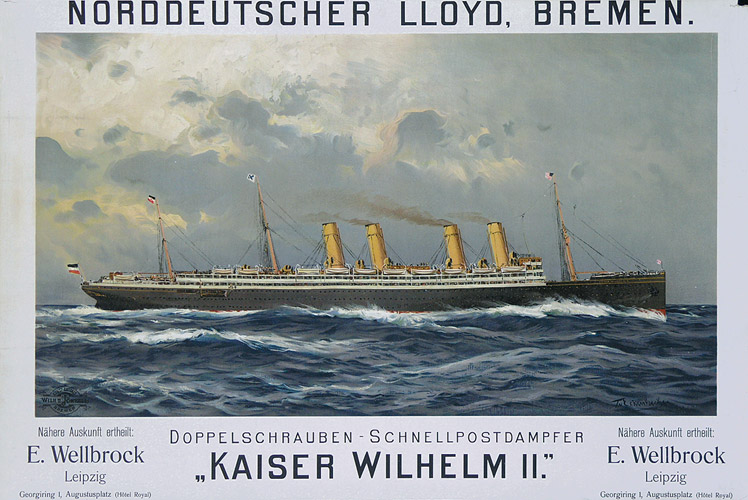
豪華客船「カイザー・ヴィルヘルム2世」

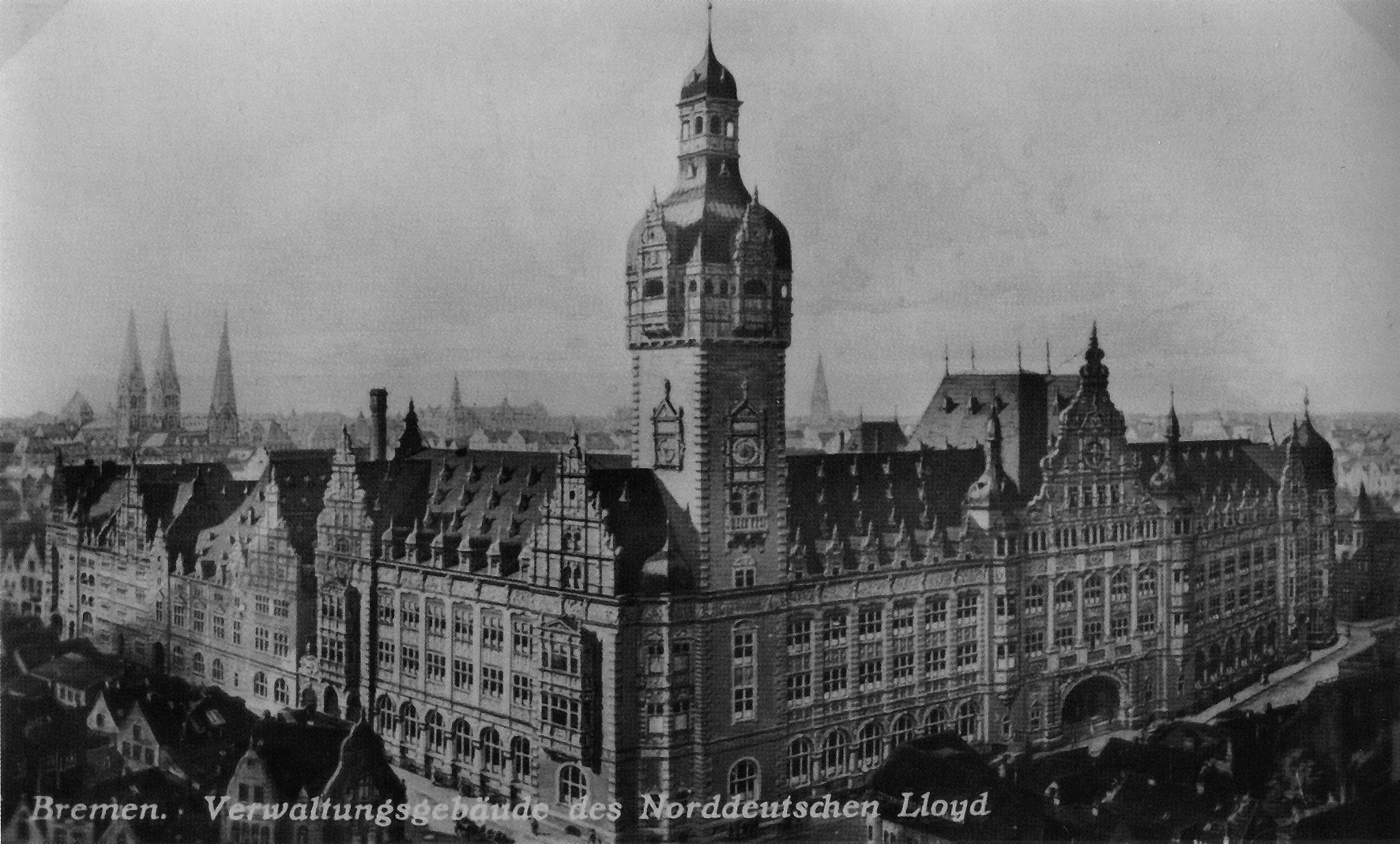
1910年にヨハン・ポッペの設計で完成したブレーメンの北ドイツ・ロイド汽船本社。ポッペは同社の豪華客船の内装も設計した

しかし第一次世界大戦の勃発でアメリカ側のホーボーケンに置いていた135隻の船団が抑留され、さらにアメリカの連合国側での参戦により船も港湾施設も正式に没収された。1922年、北ドイツ・ロイドはホーボーケンの施設などを買い戻し、業務を再開し、大西洋横断路線に多数の新造客船を就航させた。
第二次世界大戦ではまたしてもアメリカにあった船団および施設が没収された。1954年には業務を再開し、他国から買収した船舶で再びアメリカ路線に参入したが、競合他社の多さ、さらに旅客の航空路線シフトにより、北ドイツ・ロイドは客船を観光地向けクルーズに転用し、貨物輸送とクルーズ船に専念するようになり、やがてハンブルク・アメリカ・ラインとの合併に至る。
北ドイツ・ロイドの客船は多数のスピード記録を打ち立てた。1881年にエルベが打ち立てたサザンプトン・ニューヨーク間8日間という記録は1900年まで破られなかった。また、カイザー・ヴィルヘルム・デア・グロッセ（1898年）やブレーメン（1929年）でブルーリボン賞を獲得している。

### 合併後

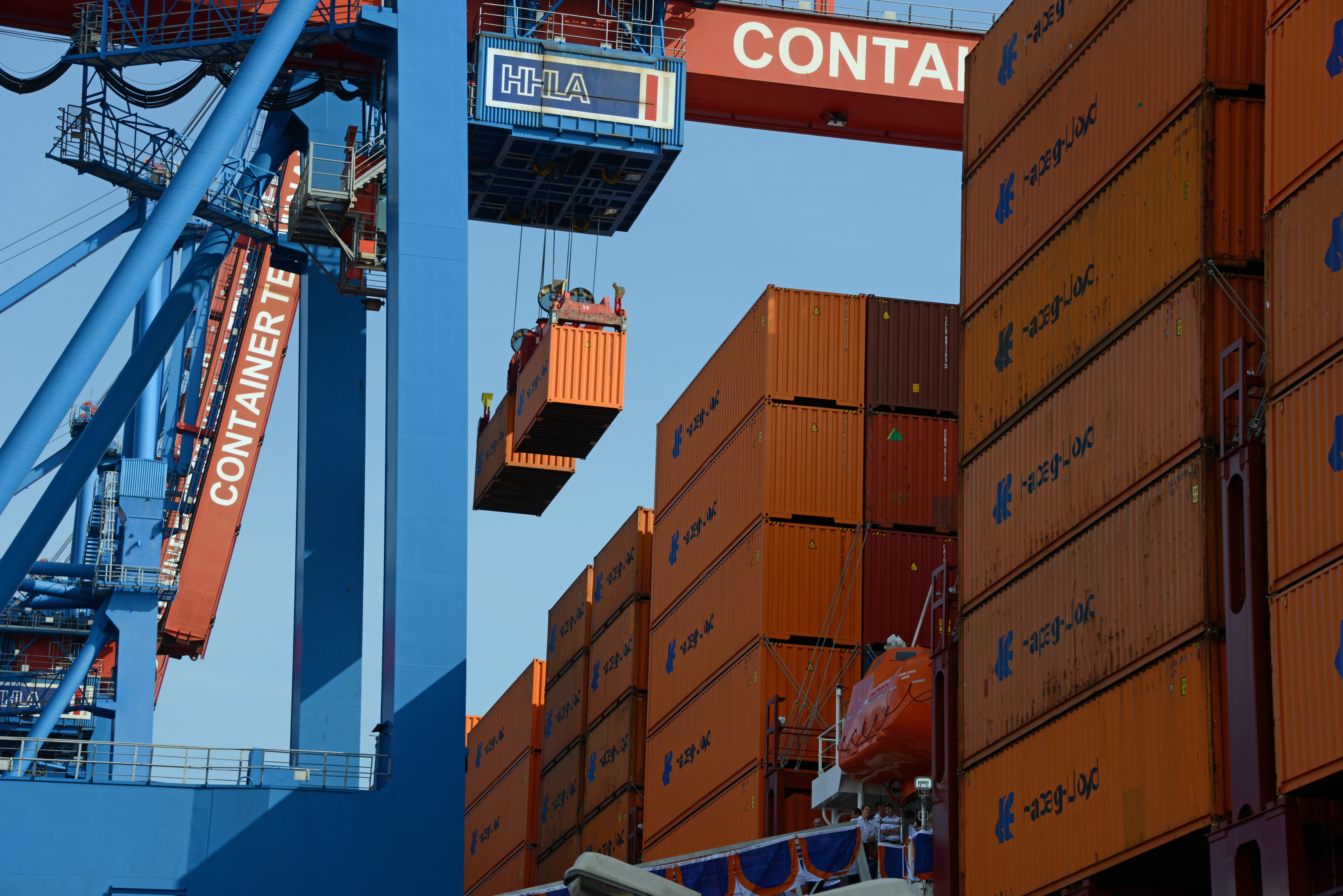
ハパックロイドのオレンジ色の海上コンテナ

1971年、ハパックロイドは、日本郵船（NYK）・商船三井（MOL）・イギリスのOCL（Overseas Containers Limited、後のP&Oネドロイド）およびベン・ラインズ（Ben Lines）とともに、東アジアとヨーロッパの間で共通のスケジュールでフルコンテナ船を定期運航しようというコンソーシアム「トリオグループ」を結成した。1981年には当時世界最大のコンテナ船「Frankfurt Express」（3,045 TEU）を就航させた。
海運アライアンスの再編成により、1995年からはP&Oネドロイド、日本郵船、マレーシア・インターナショナル・シッピング（MISC）、東方海外貨櫃航運公司（OOCL）とともに当時世界最大のアライアンス「グランド・アライアンス」を結成した。1997年には4600TEUのコンテナ船であるロンドン・エクスプレス級の1番船「Kobe Express」を就航させ、2001年には7500TEUのコンテナ船ハンブルク・エクスプレス級の1番船「Hamburg Express」を就航させるなどコンテナ船の大型化を推進した。
1997年、ハパックロイドはハノーファーに拠点を置く大手旅行代理店プロイスザーク（Preussag, 現在のTUI AG）に買収された。プロイスザークはかつてプロイセン州立の石炭・鉄鋼グループだったが、旅行業・物流を第二の柱とするようになり、1998年には鉄鋼部門をザルツギッターAGとして分離して完全に旅行代理店となった。プロイスザークはハパックロイドの取得により、ハパックロイドのクルーズ船部門、旅行代理店部門、及び航空子会社を手に入れた。2002年にはハパックロイドはプロイスザークの完全子会社となり、この後プロイスザークはTUI AGに改名した。
2005年暮れにはTUI AGはカナダの大手コンテナ船会社CPシップス（CP Ships, 旧カナディアン・パシフィック・スチームシップ）を17億ユーロで買収し、ハパックロイドに統合した。この買収によりハパックロイドはさらに所有船舶を増やし、世界第5位のコンテナ船会社になった。2007年にはハパックロイドAGとハパックロイド・コンテナ・ラインGmbHを統合、新たなハパックロイドAGが誕生した。

### TUIによる売却

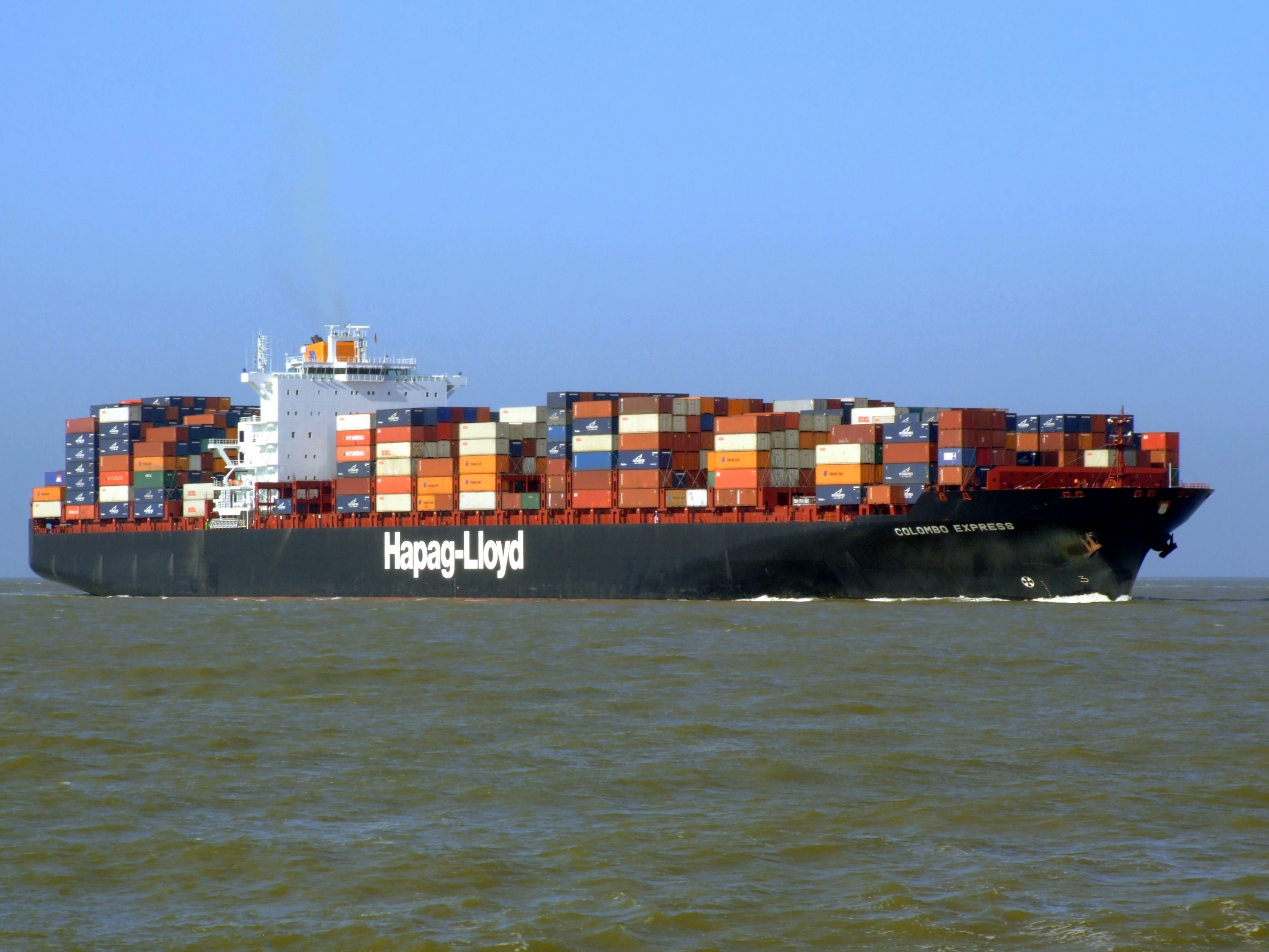
8,750TEUの超大型コンテナ船「Colombo Express」。

2008年3月、親会社のTUI AGは中核業務の旅行業に専念するため、コンテナ船部門のハパックロイドを切り離すことを決めた。ハパックロイドの買収には、地元ハンブルクの金融機関M・M・ヴァールブルク&COやスイスの運送会社Kuehne + Nagelなどからなるグループ、シンガポールのネプチューン・オリエント・ラインズ（NOL）、デンマークのA.P. モラー・マースク、香港のOOCLなどが関心を示した。その後の入札でハンブルクのグループとシンガポールのNOLが残ったが、NOLが世界金融危機などの影響を懸念して身を引いたため、TUI AGとハンブルク・グループが話し合い、ハパックロイドはアルベルト・バリーン・コンソーシアム（Konsortium Albert Ballin, Kuehne + Nagelやヴァールブルクなどからなる）が100%買収すること、ただしハパックロイド・クルーズはTUIグループに残ることなどが決定された。その後の金融危機の悪化でアルベルト・バリーン・コンソーシアムは56.7%のみを買収し、TUI AGが43.3%を持ち続けハパックロイドに財政を支援し続けることになった。貨物輸送の落ち込みで、ハパックロイドにもドイツ政府の支援が行われた。
2012年にはハンブルク市政府が議会の決定によりハパックロイドの持ち分の買い増しを決定し、ハパックロイドの最大のオーナーはハンブルク市政府（39.6%）となった  。一方で、多額の資金援助を必要とするハパックロイドの所有をめぐってTUI AGとアルベルト・バリーン・コンソーシアムの間で話し合いが行われ、結局2013年にアルベルト・バリーン・コンソーシアムは解散した。

### CSAVおよびUASCとの合併
2014年12月、ハパックロイドはチリの南米最大手の船会社CSAVのコンテナ事業の吸収を完了した。合併完了後のハパックロイドの株主の持株比率は、CSAVが34%、HGVが23.2%、Kühne Maritime が20.8%、 TUIが13.9%、Signal Iduna が3.3%、HSH Nordbankが1.8%、M.M. Warburgが1.8%、そしてHanse Merkurが1.1%となった。CSAVはハパックロイドの筆頭株主となった。
2017年5月24日、ハパックロイドと中東諸国政府が共同出資しクウェートに本拠を置く船会社ユナイテッド・アラブ・シッピング・カンパニー（UASC）は合併した。合併完了後のハパックロイドの株主の持株比率は、CSAVが22.6%、HGVが14.8%、Klaus Michael Kühneが14.6%、カタール投資庁がQater Holding LLCを通じ14.4%、サウジアラビア公的投資基金が10.1%、TUI-Hapag Beteiligungs GmbHが7.9%、その他が15.6%となった。

## 航空部門

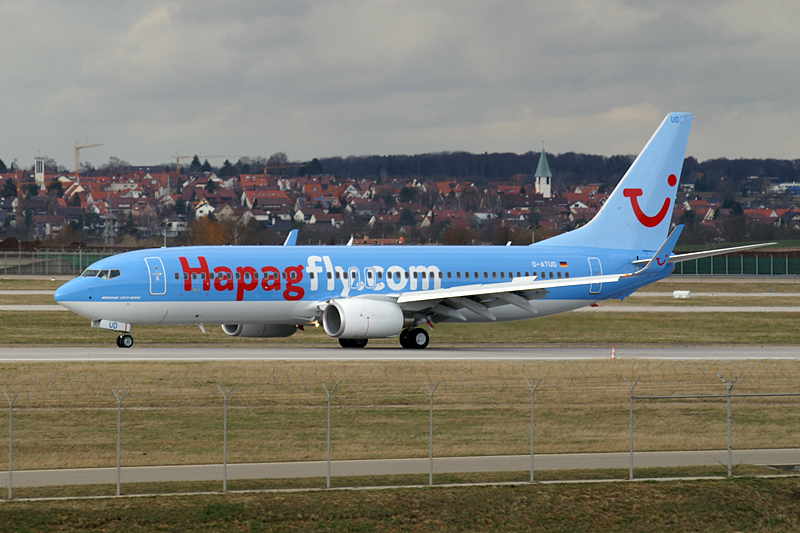
ハパックフライのボーイング737-800型機（2006年）

ハパックロイドは1972年、チャーター専門の航空会社ハパックロイド・フルーク（Hapag-Lloyd Flug）を設立し、ボーイング727型機を数機購入して、ドイツからクルーズ船の出発港へ向かうクルーズ客を運んだ。同社は後に定期便にも参入した。1999年、同社はプロイスザーク（後のTUI AG）の直接の子会社となった。2005年にはTUI AGのマーケティング戦略にともなってハパックフライ（Hapagfly）に社名変更した。
2002年にはTUI AGは低価格・高頻度の航空会社としてハパックロイド・エクスプレス（HLX）を立ち上げた。同社はハパックロイドの名称を用いていたがTUI AGの子会社でありハパックロイドの子会社ではなかった。
ハパックフライとハパックロイド・エクスプレスは2007年に合併し、TUIフライ（後のTUIフライ・ドイッチュラント）となった。